# A Valediction: Forbidding Mourning
A Valediction: Forbidding Mourning (Een afscheid met verbod op treuren) is een 17e-eeuws metafysisch gedicht van John Donne. Volgens Donnes biograaf Izaak Walton maakte Donne het voor zijn vrouw Anne More in 1611, toen hij op het punt stond af te reizen naar Frankrijk en Duitsland. Donne had toen bange voorgevoelens, die bewaarheid werden toen zijn vrouw tijdens zijn afwezigheid een doodgeboren kind baarde. Het gedicht werd voor het eerst in 1633 gepubliceerd in de collectie Songs and Sonnets, twee jaar na de dood van Donne.
De spreker in het gedicht drukt bij het afscheid zijn geliefde op het hart om niet te treuren, omdat zij immers spiritueel zo verbonden zijn dat ze nooit echt gescheiden worden. In tegenstelling tot sommige van de andere werken van Donne die zich meer richten op de vleselijke geneugten, zoals het gedicht The Flea, gaat het in A Valediction: Forbidding Mourning eerder over de spirituele liefde die haar aardse variant overstijgt. Het gedicht is opgebouwd volgens het rijmschema abab, met viervoetige jambische verzen. 